# المقشاب (قفل شمر)

تعديل مصدري - تعديل

المقشاب هي إحدى قرى عزلة المخلاف بمديرية قفل شمر التابعة لمحافظة حجة، بلغ تعداد سكانها 177 نسمة حسب تعداد اليمن لعام 2004.